# Ivanjica
Ivanjica (srbsky Ивањица) je obec v jihozápadním Srbsku, správní středisko opštiny Ivanjica. Leží v údolí řeky Moravica, asi 180 km jižně od Bělehradu, v poněkud širší části údolí (Ivanjická kotlina). Žije zde 11 810 obyvatel. Zahrnuje oblast 1090 km². V celé oblasti žije 31 963 obyvatel.

## Poloha
Ivanjica leží na břehu řeky Golijska Moravica, obklopena pohořími Golija, Javor, Mučanj, Čemerno a Radočelo. Město se rozvinulo po obou stranách řeky Moravica, v jejímž údolí leží a v němž se táhne severo-jižním směrem.

## Historie
První písemná zmínka o Ivanjici pochází z roku 1505, kdy region byl již pod nadvládou Osmanské říše. K Srbsku byl znovupřipojen roku 1833 a o rok později zde byla otevřena první škola. V roce 1846 tehdejší obec téměř zničil požár. Roku 1886 zde bylo otevřeno čitalište (čítárna). Od roku 1930 je lázeňským městem.
Po druhé světové válce se začal zvyšovat počet obyvatel a byla také realizována nová zástavba. Zatímco roku 1961 zde žilo jen dva tisíce lidí, na počátku 21. století překonal počet obyvatel Ivanjice metu deseti tisíc. 

## Zajímavosti
Město je v Srbsku známé tím, že dlouhodobě usilovalo o zavedení železnice, konkrétně železniční trati Bělehrad–Bar, rozhodnutím tehdejších úřadu však byla nová dráha vedena západněji přes město Užice. V Ivanjici bylo vybudováno nádraží, které ale nikdy nebylo na trať napojeno.

## Kultura a pamětihodnosti
Nejstarší část města vznikla z původního tržiště (srbsky Stara čaršija) a do současné doby se některé starší domy (např. Jeremićův dům) zde dochovaly.
Ve městě se nachází také dům kultury.
Místní hlavní kostel vznikl v letech 1836 až 1838.

## Doprava
Do Ivanjici směřují silnice regionálního významu a hlavní silnice č. 21 z Požegy do Sjenici. Výhledově sem má být vybudována dálnice, která spojí Srbsko s Černou Horou.

## Sport
Ve městě sídlí fotbalový klub FK Javor Ivanjica, účastník srbské nejvyšší soutěže.

## Osobnosti z Ivanjice
- Dragoljub Mihailović (1893–1946), vůdce srbských četníků, protifašistický bojovník, jugoslávský generála a ministr národní obrany 1941–1944.
- Petar Stambolić (1912–2007), politik
- Ivan Stambolić (1936–2000), politik